# Ansar al-Islam

Bandeira do grupo.

Ansar al-Islam (em árabe: أنصار الإسلام‎ Anṣār al-Islām) é um grupo insurgente sunita ativo no Iraque  e na Síria. Foi criado no Iraque em 2001 como um movimento islâmico salafita que impôs uma aplicação estrita da charia em povoados controlados por si em torno Biyara ao nordeste de Halabja, perto da fronteira iraniana. Após a invasão do Iraque em 2003, a organização tornou-se um grupo rebelde que lutou contra as forças lideradas Estados Unidos e seus aliados iraquianos. O grupo continuou a combater o governo do Iraque após a retirada das tropas estadunidenses do país, e enviou membros para a Síria para lutar contra o governo na sequência da eclosão da Guerra Civil Síria.
O grupo foi designado como uma organização terrorista pelas Nações Unidas, Austrália, Canadá, Israel, Reino Unido e Estados Unidos; e uma filial conhecida da rede al-Qaeda. 
Em 29 de agosto de 2014, uma declaração sobre o nome dos 50 líderes da Ansar al-Islam anunciou que o grupo estava se fundindo com o Estado Islâmico do Iraque e do Levante, assim, dissolvendo oficialmente a organização. No entanto, alguns elementos dentro da Ansar al-Islam rejeitaram esta fusão, e continuaram a operar como uma organização independente. 